# 10식 전차
10식 전차(일본어: 10式戦車)는 90식 전차 이후 일본이 새롭게 개발한 전차로서 90식 전차의 대체가 아닌 74식을 교체하기 위한 전차로서 개발되었다. 개발 당시 명칭은 TK-X이었다.

## 개발배경
기술연구본부의 2001년 정책평가서에는 미래전에 있어서 전차는 정보를 조기에 획득해 전투배치의 조기 달성과 적을 격파하기 위해 C4I로 정보를 공유하여 신속하고 정확하게 화력과 기동력을 지휘통제 할 수 있는 능력과 적전차를 확실히 격파할 수 있는 화력, 그리고 다양한 위협에 대응할 수 있는 방호력과 원하는 시점과 장소에 신속히 기동 할 수 있는 전장기동력 및 신속한 전력집중이 가능한 전략기동성이 필요하기 때문에 미래전에 대응할 수 있는 기능과 성능을 가진 전차를 개발하여 미래전에 있어도 유효한 대기갑 전투 및 기동 타격을 할 수 있도록 하는 것을 목적으로 한다고 밝히고 있다.
이 전차를 도입하는 필요성으로 ① 본 사업은 중기 방위력정비계획에 기재된 육상자위대의 대기갑 전투 및 기동타격에 사용되는 현용전차의 후계장비 개발사업이다. ②자위대가 사용하는 장비품(대기갑 전투 및 기동타격용)의 개발과 그 외에 요구가 없는 방위청 전용 소관 사업이기 때문이라고 밝히고 있다.

## 화력
주포인 120mm 44구경장 활강포는 일본제강소에서 개발하였으며 새로운 철갑탄의 개발은 2006년 7월 6일에 있었던 미쓰비시 중공업의 "범용기 특차사업본부의 사업설명"이라는 자료를 살펴보면 10식 전차의 탄약개발에 대한 언급이 분명히 나온다. 따라서 기존에 90식에서 사용되고 있는 JM-33 APFSDS탄 보다 높은 위력을 가질 것으로 짐작된다. 이것은 앞서 언급한 2001년 정책평가서에서도 "90식보다 고위력화"라는 항목을 통해서도 확인된다.

## 방어력
2008년 2월 13일에 발표한 언론 자료를 살펴보면 포탑측면장갑은 교체가 가능한 모듈식을 채용하였다고 밝히고 있다. 포탑측면장갑의 형태는 기본적으로 프랑스의 르끌레르와 거의 같은 형태를 갖고 있다.
10식 전차가 전차포탑의 각부에 작은 고리를 여러 개 설치해 놓은 것으로 보아 차량 외부에도 증가장갑을 설치할 수 있다. XM-8를 예시로 보더라도 차량 외부에 증가장갑을 설치하는 것이 불가능한 것은 아니다. 또 TRDI에서 공개한 2007년도 수의계약 자료를 보면, 대전차탄의 내탄시험을 실시하고 I형과 E형의 부가장갑에 대해서 언급하고 있다. I와 E는 INTERNAL과 EXTERNAL의 약칭으로 표시한 것으로 추정된다.
90식과 마찬가지로 레이저 경고장치를 부착하고 있으나 포탑의 4방향에 설치하고 있어 90식보다 훨씬 더 다양한 방향에서 대응이 가능하다.

## 기동력
2001년의 정책평가서에서는 90식과 동등한 야지속도를 요구하고 있다. 2003년 10월 15일에 있었던 TK-X 외부평가위원회에서 언급한 자료를 보면 4행정 액랭식 디젤엔진으로서 연료분사방식은 전자식으로 하며 8기통 엔진을 사용한다고 밝히고 있다.

## 언론발표
정책평가서에는 이상과 같은 이유로 필요성을 밝히고 있지만 2008년 2월 언론을 통해 민간에 공개한 내용을 살펴보면 게릴라전에 대응하는 사양이라고 분명하게 표현하고 있다.

## 운용국
- 일본 - 106대

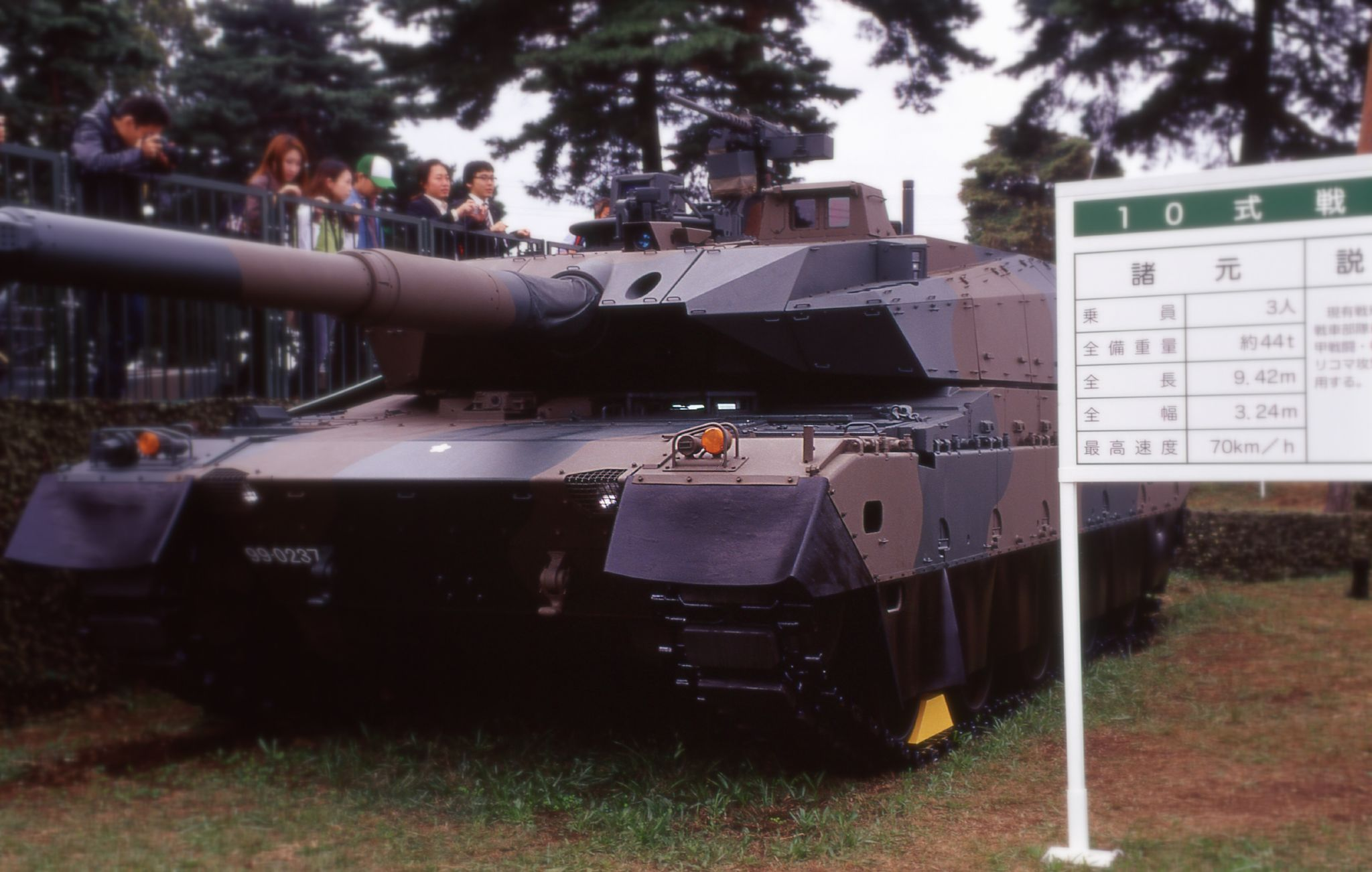
10식 전차.
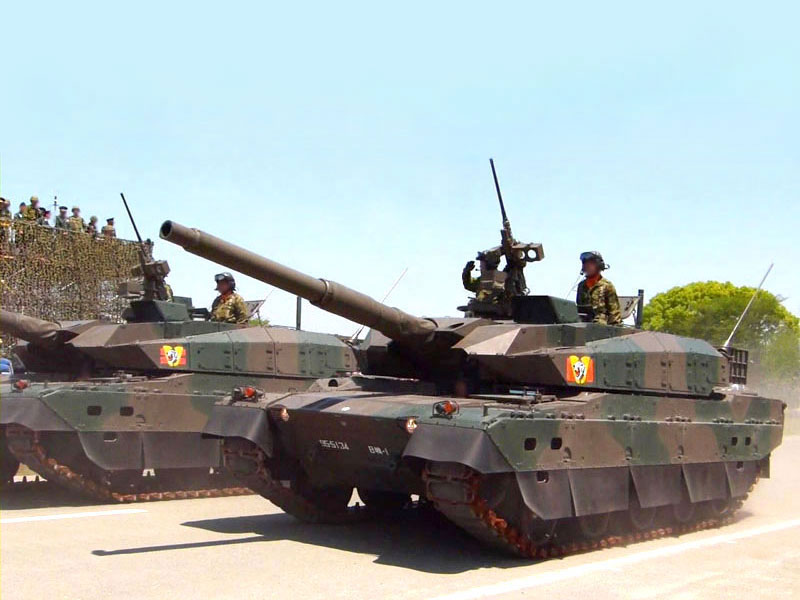
제8사단제8전차대대 10식 전차.
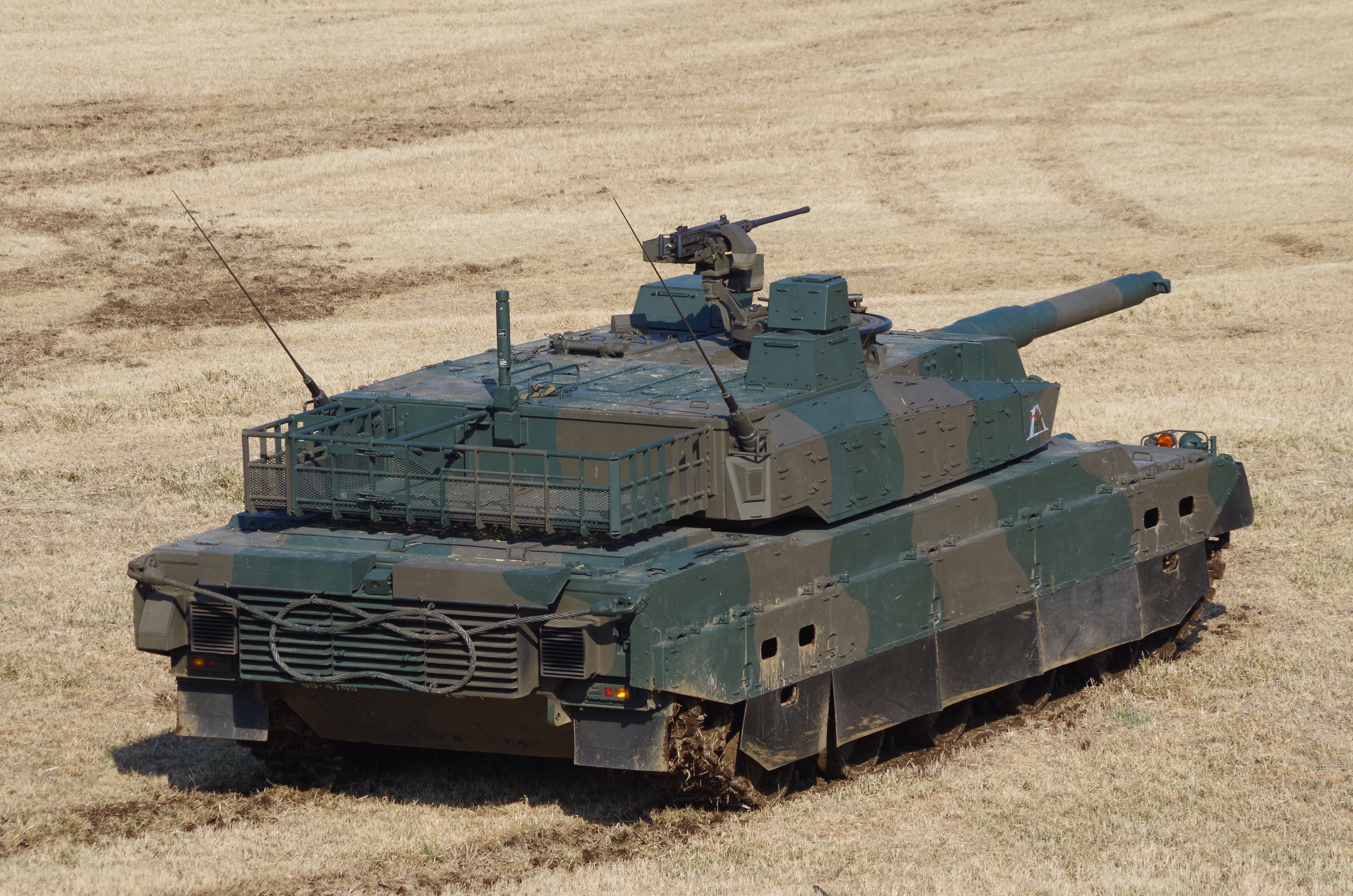
10식 전차의 뒷모습.
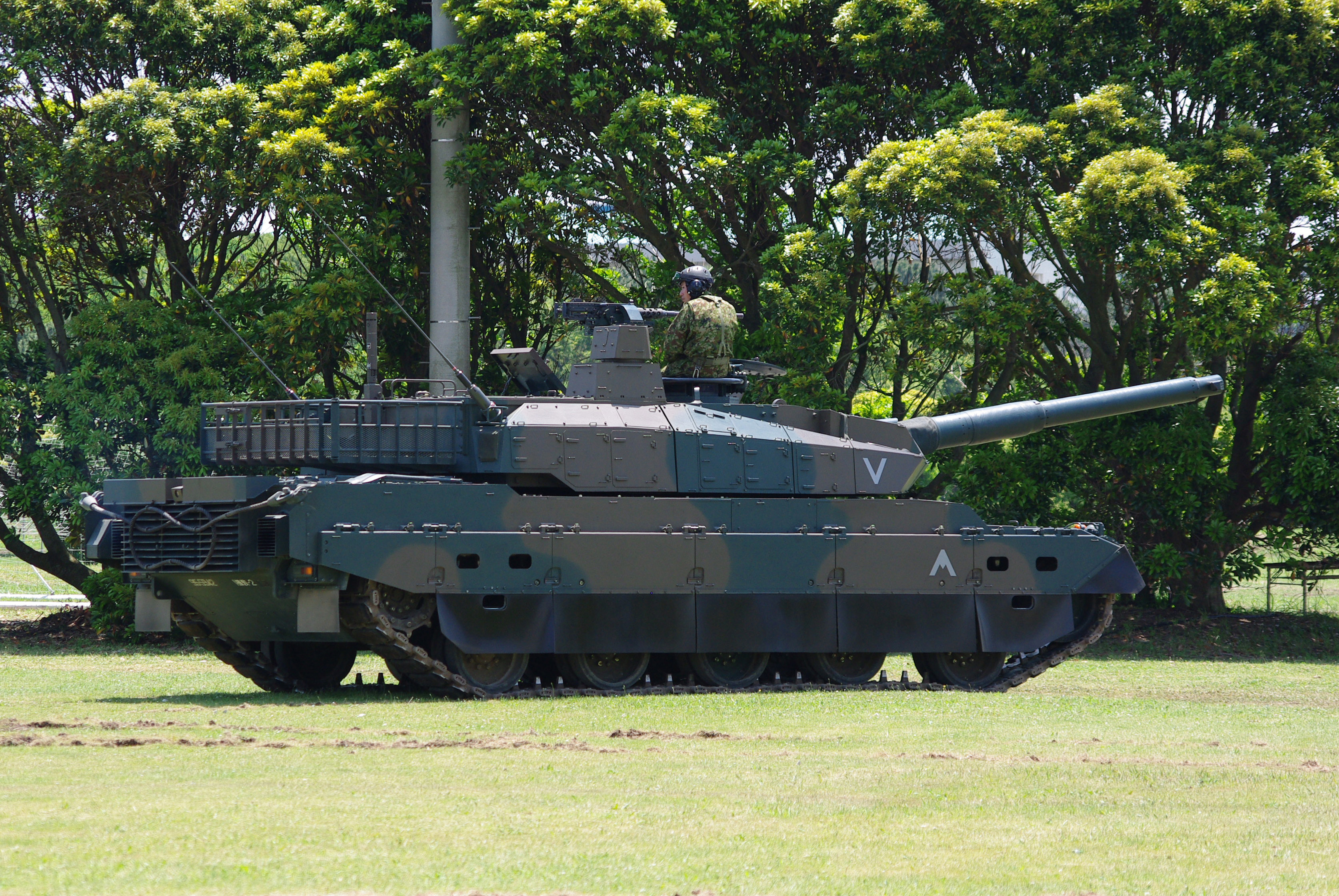
10식 전차의 옆모습.

## 같이 보기
- 61식 전차(1세대)
- 74식 전차(2세대)
- 90식 전차(3세대)